# بيخ (سياهو)
بیخ (بالفارسية: بیخ) هي قرية تقع في إيران في قسم سیاهو الريفي.